# Lokomotivfabrik Floridsdorf
La Lokomotivfabrik Floridsdorf, nota anche come Floridsdorf, è stata una fabbrica austriaca di locomotive.
Fondata il 6 settembre 1869, conquistò un posto preminente tra i costruttori europei di locomotive in conseguenza della qualità e del design delle sue realizzazioni.
Gli acronimi con cui è indicata sono: Flor, WLF (Wiener Lokomotivfabrik Floridsdorf) e LOFAG (Lokomotivfabrik Floridsdorf AG).
La Floridsdorf fu il terzo stabilimento del genere in Austria, nell'area viennese, dopo la Lokomotivfabrik der Staatseisenbahngesellschaft (o StEG) e la Wiener Neustädter Lokomotivfabrik.

## Storia

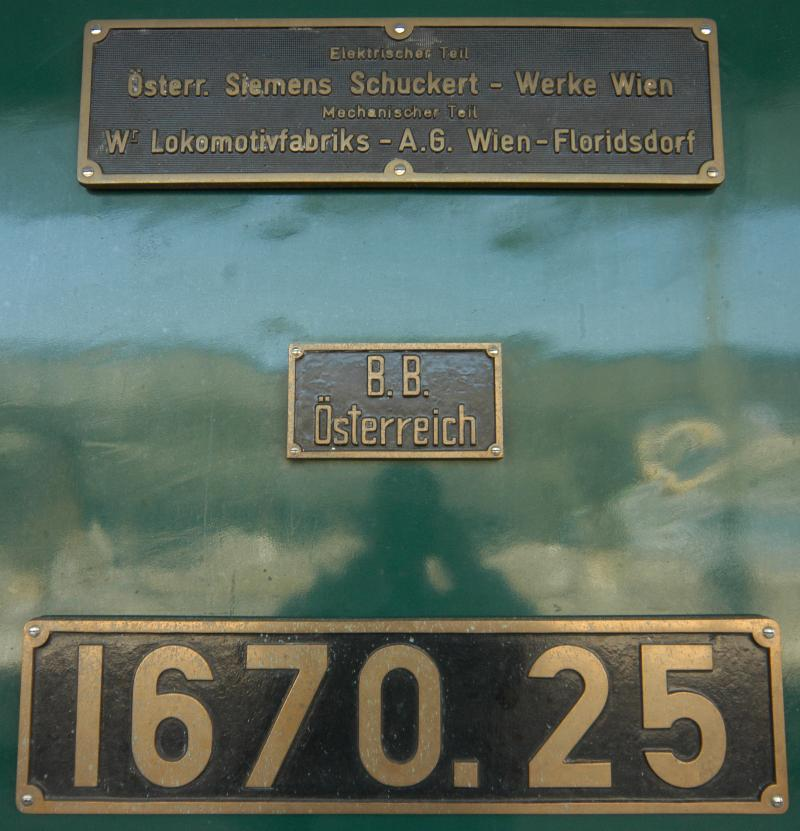
Targa del costruttore Lokomotivfabrik Floridsdorf del 1930 su una locomotiva BBÖ 1670.25

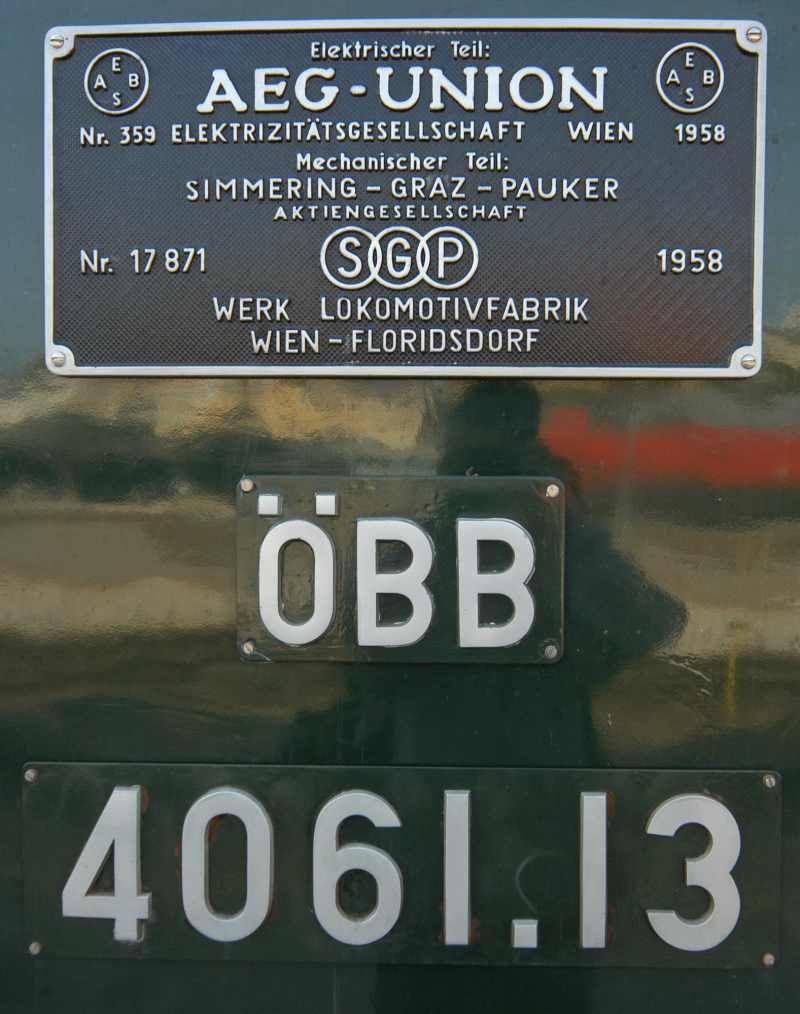
Targa del costruttore Lokomotivfabrik Floridsdorf del 1958 su una locomotiva ÖBB 4061.13

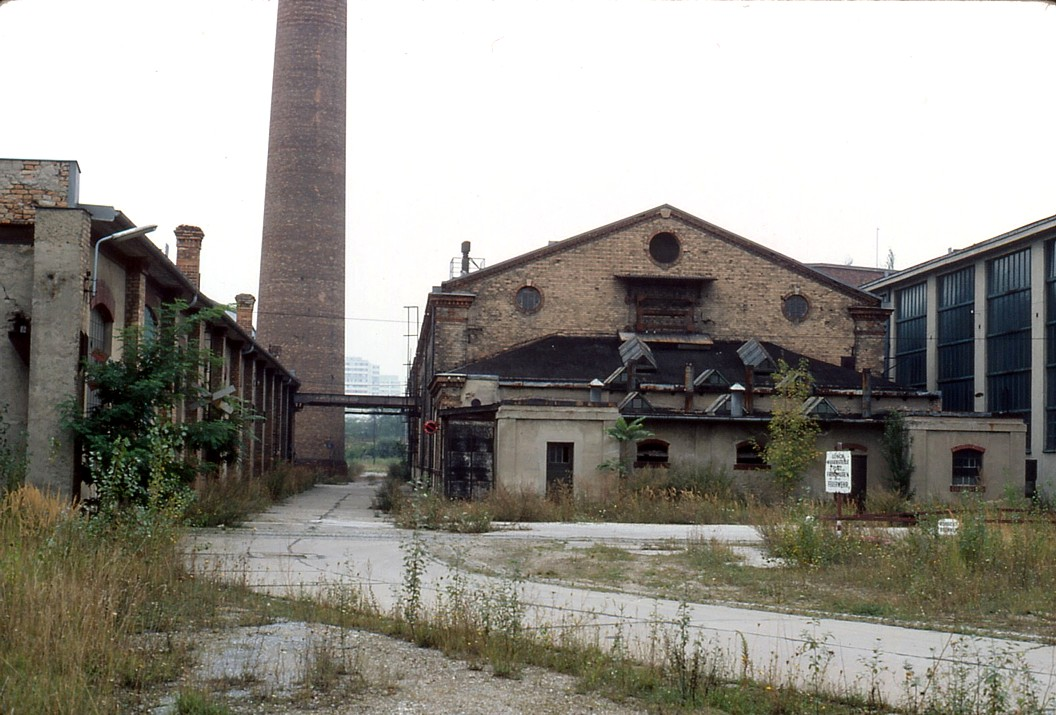
Lokomotivfabrik Floridsdorf nel 1980

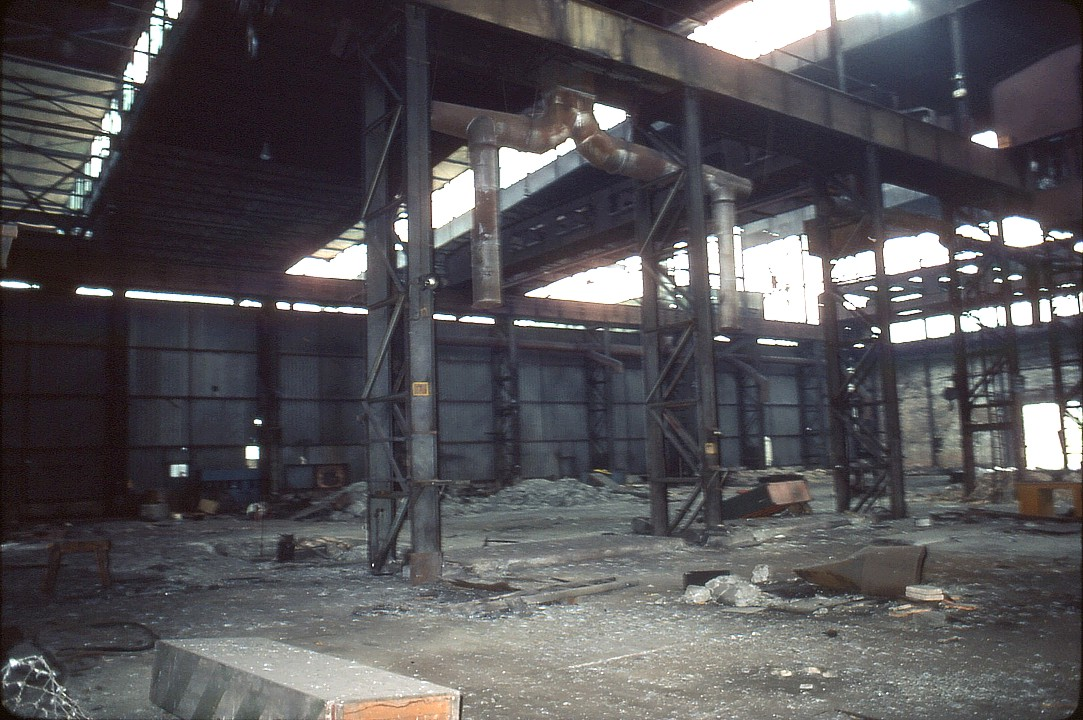
Interno di un capannone nel 1980

Il sito della fabbrica, fondata nel 1869, venne stabilito in un'area di Floridsdorf nei pressi di Vienna interposta tra la ferrovia del nord e la ferrovia nord-occidentale. Il 10 giugno 1871 venne consegnata a un cliente la prima locomotiva a vapore, la HUMBOLDT.
Nel 1881 venne progettata e costruita la prima locomotiva a cremagliera per conto della ferrovia industriale di un'acciaieria ungherese. Si trattava di una macchina a scartamento ridotto di 790 mm, che utilizzava il sistema svizzero di dentiera tipo Abt di cui la Floridsdorf aveva acquisito licenza; ciò fece acquisire alla fabbrica viennese gli ordini delle locomotive per la Erzbergbahn e per le linee statali della Bosnia-Erzegovina State Railways a scartamento bosniaco (760 mm).
In conseguenza della situazione economica generale, tuttavia, gli ordini per le locomotive diminuirono; dopo il crollo del mercato azionario di Vienna, nel 1873 vennero vendute solo sette locomotive. Il numero di dipendenti si abbassò da 1.500 persone impiegate a 1.000 unità.
Le prime locomotive elettriche vennero costruite nel 1911.
Alla fine della prima guerra mondiale la produzione era drasticamente crollata e le commesse stentavano ad essere acquisite; la politica aziendale mutò quindi di conseguenza acquisendo ordini per manutenzioni generali delle locomotive a vapore per conto delle ÖBB e differenziando l'attività di produzione. Dal 1922 vennero prodotti anche rulli compressori stradali e dal 1926 di sistemi statici di caldaie industriali e di impianti industriali completi.
Durante la seconda guerra mondiale il numero di lavoratori impiegati salì a 8.000.
Delle fabbriche storiche di locomotive dell'Austria esistenti negli anni tra le due guerre solo la Floridsdorf è sopravvissuta. Nel corso della seconda guerra mondiale la fabbrica ha sofferto di pesanti bombardamenti ma è rimasta in grado di continuare la produzione, prevalentemente di locomotive a vapore della DRG Br 52: oltre 1.172 unità per la Germania Est e 20 per il rumeno CFR (dove fu classificata come CFR 150). Il più alto dato relativo alla produzione di tutte le locomotive è relativo alla produzione della Classe 52. Dalla primavera del 1944, la produzione era passata alla DRG classe 42 e, il 13 giugno 1944, la numero 42 2301 fu consegnata alla Reichsbahn. L'ultima, costruita durante la guerra, la numero 42 2580 fu la 2.115° e lasciò la fabbrica il 9 marzo 1945.
A metà aprile del 1945, dopo la fine delle ostilità a Vienna, larga parte della fabbrica venne smontata e trasportata in Unione Sovietica insieme ad attrezzature e materiali dalle forze sovietiche di occupazione che erano preposte alla gestione. Durante tale gestione vennero costruite poche locomotive ma piuttosto sistemi generatori di vapore statici ed altre apparecchiature.
La Floridsdorf, inoltre, si occupò principalmente delle revisioni generali delle locomotive delle OBB.
La costruzione delle locomotive venne avviata di nuovo dopo il 1953 con produzione di caldaie  e successivamente di 140 locomotive fino al 1958. Furono prodotte locomotive diesel per le ferrovie nazionali e per l'estero, tra cui alcune per la Cecoslovacchia.
Il 14 febbraio 1958 avvenne la fusione della Lokomotivfabrik Floridsdorf con la Simmering-Graz-Pauker AG, che segnò la fine dell'esistenza Floridsdorf come società indipendente. Venne completato un grosso ordine di 50 locomotive diesel per le Ferrovie dello Stato Bulgaro. In seguito ci fu la produzione dei carri cisterna. Il 19 settembre 1969 fu consegnata alla ÖBB la locomotiva elettrica ÖBB 1042, l'ultima delle 6.043 locomotive a marchio Floridsdorf.
Poco prima della chiusura di tutti gli impianti, nel 1980, ci furono proposte di stabilire un museo austriaco del trasporto negli edifici, che erano in gran parte ancora in buone condizioni, che ospitavano i reparti di produzione delle locomotive ma non se ne fece nulla.